# Wyssachen
Wyssachen är en ort och kommun i distriktet Oberaargau i kantonen Bern, Schweiz. Kommunen har 1 120 invånare (2023).